# Linda-Marie Mårtensson
Linda-Marie Mårtensson, född 22 juni 1971, är en svensk före detta friidrottare (kulstötning). Hon har tävlat för Sjöbo IK, Falu IK och Hässelby SK. Hon utsågs år 1994 till Stor grabb/tjej nummer 417.

## Personliga rekord
| Utomhus - Kula – 17,52 (Karlstad 31 augusti 1999) - Diskus – 51,12 (Stockholm 26 juli 1998) - Slägga – 53,59 (Gävle 21 juli 2000) | Inomhus - Kula – 17,01 (Bollnäs 6 februari 2000) |

### Fotnoter
1. 1 2 3 4 5 6 7 8 9 10 11 12 13 14 15 16  Wiger 2006, s. 227.
2. ↑  ”Stora SM 2006, dag 2”. turebergfriidrott.se. Arkiverad från originalet den 10 juni 2015. https://web.archive.org/web/20150610133650/http://turebergfriidrott.se/statistik/SM2006/2006_reslord.htm. Läst 19 april 2013.
3. 1 2  Wiger 2006, s. 230.
4. 1 2 3 4  Wiger 2006, s. 232.
5. ↑  ”Stora inne-SM 2002, resultat” (htm). Arkiverad från originalet den 13 december 2002. https://web.archive.org/web/20021213092936/http://m1.406.telia.com/~u40606160/ResultatISM.htm. Läst 14 april 2015.
6. ↑  ”Stora inne-SM 2004, resultat” (htm). idrottonline.se. Arkiverad från originalet den 23 november 2015. https://web.archive.org/web/20151123030953/http://iof2.idrottonline.se/ImageVaultFiles/id_16756/cf_78/040222ism.HTM. Läst 21 april 2015.
7. ↑  ”Stora inne-SM 2005, resultat” (pdf). mai.se. Arkiverad från originalet den 23 november 2015. https://web.archive.org/web/20151123081015/http://www.mai.se/resultat/resultatlista-ism.2005.pdf. Läst 12 april 2015.
8. ↑  ”Stora inne-SM 2006 damer , resultat” (html). friidrott.stockholm.se. http://www.friidrott.stockholm.se/ism2006/resultat/f_kvinnor_resultat.html. Läst 6 april 2015.
9. ↑  ”Stora inne-SM 2008, resultat” (pdf). mai.se. Arkiverad från originalet den 14 april 2015. https://web.archive.org/web/20150414002300/http://www.mai.se/resultat/resultat_inne-sm_2008.pdf. Läst 11 april 2015.
10. 1 2 3 4 5  ”Personsida på AllAthletics”. all-athletics.com. Arkiverad från originalet den 26 oktober 2016. https://web.archive.org/web/20161026164715/http://www.all-athletics.com/node/148590. Läst 26 oktober 2016.
11. ↑  ”Stora grabbars märke”. friidrott.se. Arkiverad från originalet den 31 mars 2016. https://web.archive.org/web/20160331202525/http://www.friidrott.se/historik/storagrabbar.aspx. Läst 26 oktober 2016.
12. ↑  ”Stora Grabbar personpresentation”. storagrabbar.se. http://www.storagrabbar.se/grabbar_9.html. Läst 26 oktober 2016.
13. 1 2  ”Personsida hos IAAF”. iaaf.org. https://www.iaaf.org/athletes/sweden/linda-marie-martensson-67553. Läst 26 oktober 2016.